# Мо (передбачення)

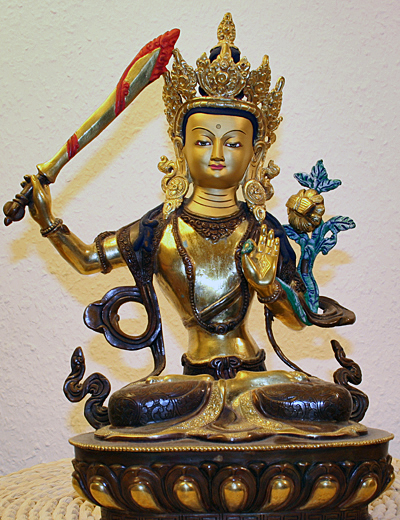
Статуетка Манджушрі, з Непалу.

Мо — це форма передбачення (також ворожіння), яка є частиною культури й релігії Тибету. Тибетський народ звертається до Мо при прийнятті важливих рішень щодо здоров'я, роботи або подорожей.
Також у Тибеті, називають Шомо (тиб. ཤོ་མོ, вайлі: sho-mo) — гадання на кісточках. Власне, загальна назва Мо асоціюється саме з цим типом гадання. А Тренгмо (тиб. འཕྲེང་མོ, вайлі: ‘treng-mo) — гадання з допомогою чоток.

## Історія
Книгу «Мо: Тибетська система ворожіння» укладено Джамгоном Джу Міпфам Г'яцо (Jamgon Ju Mipham Gyatso), великим ученим і святим Ньїнґма традиції тибетського буддизму. Передбачення Мо ґрунтується, в першу чергу, на Калачакра Тантрі та додаткових поясненнях з «Океану Дакинь».
Є кілька посібників, що написані різними ламами, різних шкіл, де застосовуються спеціальні гральні кубики, чотки, особливі гральні карти, кольорові шнурівки (або стрічки). Відповідь Мо розглядається як вихідна від Манджушрі, це Бодгісаттва Мудрості.
Для передбачення Мо за Джамгон Міпфам необхідні два (або один) спеціальні гральні кубики з написами складів мантри Манджушрі та книга з поясненнями. Потрібно здійснити коротку медитацію на Манджушрі, прочитати його мантру і зосередитись на запитанні та кинути кісточки. Написи на кісточках будуть результатом відповіді. Пояснення в керівництві повинні відповісти на Ваше запитання, але може знадобитися додаткове тлумачення. Важливим є передача та посвята від вчителя на дану методу, особливо коли Ви бажаєте здійснювати передбачення для інших людей.
Підтвердженням того, що метода є розповсюдженою для тибетців слугує той факт, що найвідоміший лама Тибету Далай-лама звертається до Мо, при прийнятті важливих рішень теж.

## Науковий аналіз
З погляду математики, система передбачень Мо з кубиками, це комбінація двох чисел, кожне з яких знаходиться в межах від одного до шести. Таким чином можливі 36 варіантів. Математично, ймовірність випадіння варіанту з хорошим загальним тлумаченням може становити до 77,8 %. Однак, не усі тлумачення мають однозначне спрямування щодо негативного та позитивного, оскільки є шість спрямувань та завуальоване філософське гасло. Тому ймовірнісний аналіз та математична модель є набагато складнішими й потребують подальшого вивчення.